# Golden Raspberry Award for Værste skuespiller
Golden Raspberry Award for Værste skuespiller er en pris, der uddeles ved den årlige prisuddeling Golden Raspberry Award, hvor årets værste filmproduktioner og -præstationer udnævnes. Prisen som "Værste skuespiller" (Worst Actor) er blevet uddelt siden den første prisuddeling, der fandt sted den 31. marts 1981, hvor præstationerne for filmpræstationer i 1980 blev hædret.
Sylvester Stallone har modtaget prisen fire gange, hvilket er rekord. Kevin Costner og Adam Sandler har modtaget tre priser hver gennem deres karriere.

## Vindere
| År   | Skuespiller                  | Film                                      |
| ---- | ---------------------------- | ----------------------------------------- |
| 2014 | Kirk Cameron                 | Saving Christmas                          |
| 2013 | Jaden Smith                  | After Earth                               |
| 2012 | Adam Sandler                 | That's My Boy                             |
| 2011 | Adam Sandler                 | Jack and Jill / Just Go with It           |
| 2010 | Ashton Kutcher               | Killers / Valentine's Day                 |
| 2009 | Jonas Brothers               | Jonas Brothers: The 3D Concert Experience |
| 2008 | Mike Myers                   | Love Guru                                 |
| 2007 | Eddie Murphy                 | Norbit                                    |
| 2006 | Marlon Wayans & Shawn Wayans | Little Man                                |
| 2005 | Rob Schneider                | Deuce Bigalow: European Gigolo            |
| 2004 | George W. Bush               | Fahrenheit 9/11                           |
| 2003 | Ben Affleck                  | Daredevil / Gigli / Paycheck              |
| 2002 | Roberto Benigni              | Pinocchio                                 |
| 2001 | Tom Green                    | Freddy Got Fingered                       |
| 2000 | John Travolta                | Battlefield Earth / Lucky Numbers         |
| 1999 | Adam Sandler                 | Big Daddy                                 |
| 1998 | Bruce Willis                 | Armageddon / Mercury Rsing / The Siege    |
| 1997 | Kevin Costner                | The Postman                               |
| 1996 | Tom Arnold                   | Big Bully / Carpool / The Stupids         |
| 1996 | Pauly Shore                  | Bio-Dome                                  |
| 1995 | Pauly Shore                  | Jurt Duty                                 |
| 1994 | Kevin Costner                | Wyatt Earp                                |
| 1993 | Burt Reynolds                | Cop and a Half                            |
| 1992 | Sylvester Stallone           | Stop! Or My Mom Will Shoot                |
| 1991 | Kevin Costner                | Robin Hood - Den Fredløse                 |
| 1990 | Andrew Dice Clay             | Ford Fairlane - rock 'n' roll detektiv    |
| 1989 | William Shatner              | Star Trek V: The Final Frontier           |
| 1988 | Sylvester Stallone           | Rambo III                                 |
| 1987 | Bill Cosby                   | Leonard Part 6                            |
| 1986 | Prince                       | Under the Cherry Moon                     |
| 1985 | Sylvester Stallone           | Rambo - First Blood II / Rocky IV         |
| 1984 | Sylvester Stallone           | Rhinestone                                |
| 1983 | Christopher Atkins           | A Night in Heaven                         |
| 1982 | Laurence Olivier             | Inchon                                    |
| 1981 | Klinton Spilsbury            | The Legend of the Lone Ranger             |
| 1980 | Neil Diamond                 | The Jazz Singer                           |